# Gustav von Behr
Hans Gustav von Behr (* 10. Juni 1826 in Groß-Peterwitz; † 1. September 1909 in Wittenberg) war ein preußischer Generalleutnant.

## Leben

### Herkunft
Gustav war ein Sohn des preußischen Leutnants und Herrn auf Peterwitz und Langenau Heinrich von Behr (1785–1831) und dessen Ehefrau Luise, geborene von Podewils (1786–1864) aus dem Hause Maraunen.

### Militärkarriere
Nach dem Besuch des Kadettenhauses in Kulm wurde Behr am 10. August 1843 als Portepeefähnrich dem 4. Infanterie-Regiment der Preußischen Armee überwiesen. Am 10. August 1847 folgte seine Versetzung in das 3. Infanterie-Regiment, in dem er am 16. November 1847 mit Patent vom 11. Februar 1847 zum Sekondeleutnant avancierte. Vom 5. August 1849 bis zum 2. August 1850 war Behr zur Dienstleistung beim 1. kombinierte Reserve-Bataillon kommandiert und wurde unter Belassung in diesem Kommando am 3. September 1850 in das 18. Infanterie-Regiment versetzt. Nach dem viermonatigen Kommando zur Gewehrfabrik Neiße wurde Behr Anfang Oktober 1853 zum untersuchungführenden Offizier ernannt und von Mai 1855 bis Juli 1856 als Lehrer an die Vereinigte Divisionsschule des V. Armee-Korps kommandiert. Bereits am 1. Mai 1856 hatte man ihn zum Regimentsadjutanten ernannt.  Unter Beförderung zum Premierleutnant wurde er am 16. Mai 1857 in das Kaiser Franz Grenadier-Regiment versetzt, Mitte Juni 1859 zum Hauptmann befördert und am 15. August 1859 in das Garde-Landwehr-Stammbataillon nach Düsseldorf kommandiert. Aus diesem Verband formierte sich das 2. kombinierte Grenadier-Bataillon, aus dem Anfang Juli 1860 das 4. Garde-Grenadier-Regiment hervorging. Behr wurde am 23. Februar 1861 zum Chef der 11. Kompanie ernannt, die er 1864 während des Krieges gegen Dänemark bei Klein Rheyd und beim Sturm auf die Düppeler Schanzen führte. Für sein Wirken erhielt er am 7. Juni 1864 den Roten Adlerorden IV. Klasse mit Schwertern.
Für die Dauer der Mobilmachung anlässlich des Krieges gegen Österreich war Behr vom 16. Mai bis zum 28. September 1866 Kompanieführer beim mobilen II. Bataillon des 2. Garde-Grenadier-Landwehr-Regiments, mit dem er an den Schlachten bei Münchengrätz und Königgrätz teilnahm. Mit der Beförderung zum Major rückte er Mitte Juni 1869 zum etatmäßigen Stabsoffizier auf. Bei Beginn des Krieges gegen Frankreich übernahm er das II. Bataillon und war zeitweise vom 19. August bis zum 19. Oktober und nochmals vom 30. Oktober bis zum 18. November 1870 Führer des Regiments. Er wirkte in den Schlachten bei Gravelotte, Beaumont, Sedan und Le Bourget, bei der Belagerung von Paris sowie dem Gefecht bei Autnay.
Nach dem Krieg wechselte Behr am 22. August 1871 als Kommandeur in das Seebataillon, erhielt nachträglich für sein Wirken während des Krieges gegen Frankreich Ende Januar 1873 das Eiserne Kreuz II. Klasse und avancierte bis Ende März 1877 zum Oberst. Unter Stellung à la suite beauftragte man ihn am 5. April 1877 zunächst mit der Führung des 5. Brandenburgischen Infanterie-Regiments Nr. 20 und ernannte ihn am 14. Juni 1877 zum Regimentskommandeur. Am 18. September 1880 erhielt Behr den Kronen-Orden II. Klasse, wurde am 3. August 1883 zum Generalmajor befördert und zeitgleich als Kommandeur der 35. Infanterie-Brigade nach Flensburg versetzt. In dieser Eigenschaft anlässlich des Ordensfestes im Januar 1886 mit dem Roten Adlerorden II. Klasse mit Eichenlaub und Schwertern am Ringe ausgezeichnet, wurde Behr am 8. März 1887 mit dem Charakter als Generalleutnant und mit einer Pension zur Disposition gestellt. Er starb am 1. September 1909 in Wittenberg.

### Familie
Behr heiratete am 19. August 1857 in Peterwitz Johanna Kuhn (1833–1877), eine Tochter des Navigationslehrers David Ferdinand Kuhn aus Memel. Nach ihrem Tod heiratete er am 7. Mai 1887 in Kiel Franziska von Magius (1857–1925). Aus der ersten Ehe gingen folgende Kinder hervor:
- Elsbeth (* 1858) ⚭ 1884 Hermann von Reichenbach (1851–1930), preußischer Generalmajor
- Hans (* 1860)
- Paul (* 1863), Leutnant im Infanterie-Regiment „von Manstein“ (Schleswigsches) Nr. 84, Kaufmann ⚭ 1890 Mathilde Gloß
- Franz (* 1865), preußischer Oberstleutnant, Kommandeur des Reserve-Infanterie-Regiments Nr. 263 ⚭ 1900 Brigitte Schmidt (* 1866)
- Selma (1866–1867)
- Kurt (* 1869), preußischer Oberstleutnant ⚭ Bertha Schwedersky (* 1869)
- Klaus (1872–1915), preußischer Oberleutnant, Schriftsteller ⚭ 1901 (Scheidung) Hedwig Goeldner (* 1858)
- Max (1870–1871)
- Götz (1874–1879)